# Chłopiec spod zielonej gwiazdy
Chłopiec spod zielonej gwiazdy – powieść Marii Ziółkowskiej z 1962. Jest to powieść biograficzna przedstawiająca życie twórcy języka esperanto Ludwika Zamenhofa.
Zdaniem Haliny Skrobiszewskiej środowisko, w którym wychowywał się młody Zamenhof pokazane jest interesująco, ale w stylu typowym raczej do powieści XIX-wiecznej. W opis lat gimnazjalnych i młodości jej bohatera wplecione zostały bogate wątki obyczajowe i społeczne, dające czytelnikowi szeroki obraz życia Warszawy lat siedemdziesiątych XIX wieku. Przedstawiono w niej wielu ludzi kultury – pisarzy, muzyków, aktorów, krytyków.
Powieść zamknięta jest epilogiem stanowiącym rodzaj apoteozy Zamenhofa.